# Tornmesje

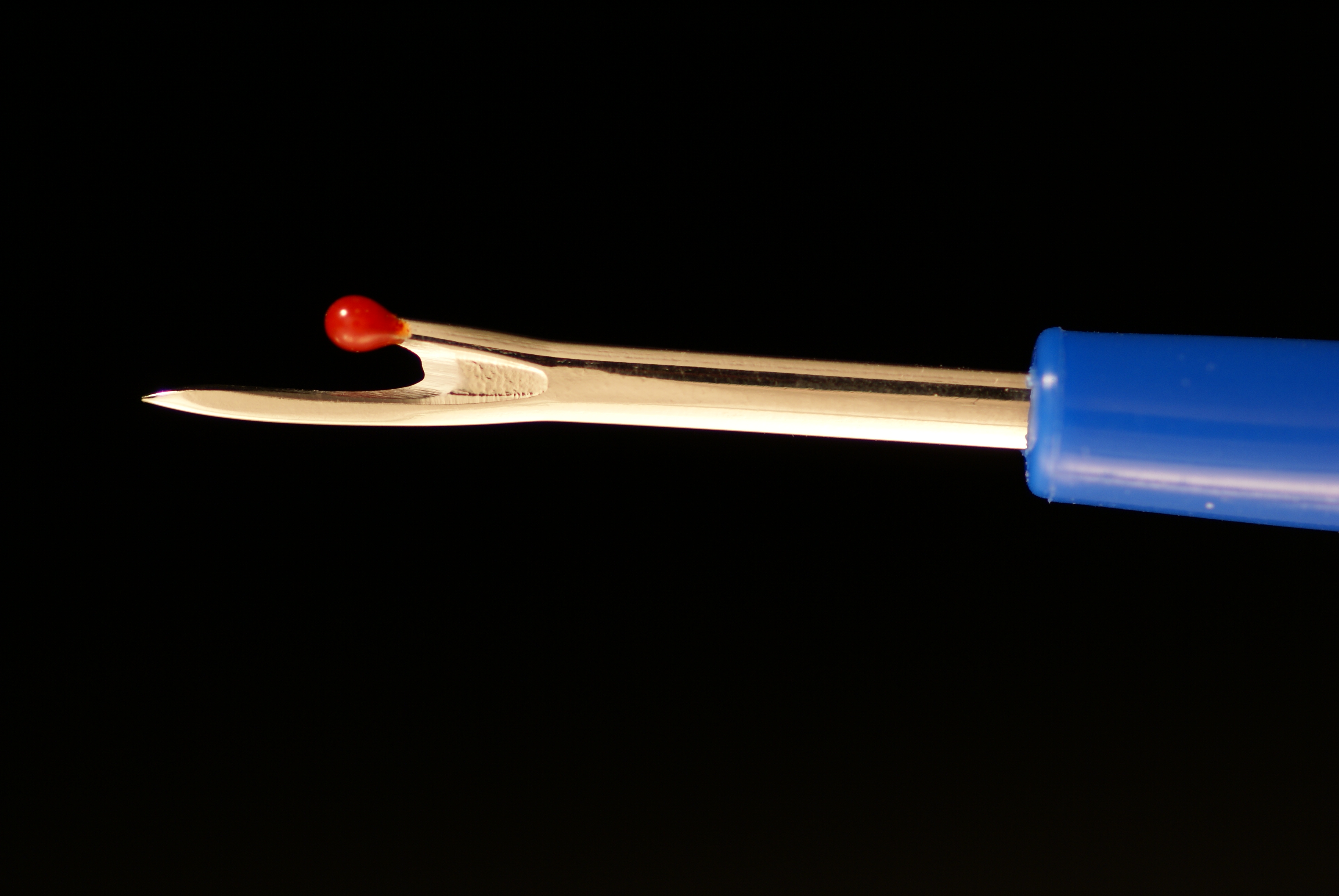
De kop van een tornmesje

Een tornmesje wordt gebruikt bij het naaien of het retoucheren.

## Gebruik
Een tornmesje wordt gebruikt om stiksels los te halen. Het heeft een gevorkt uiteinde. Tussen de tanden van de vork bevindt zich een scherpe rand die als mes fungeert. Een van de tanden is langer dan de andere. Deze is bedoeld om onder de individuele stiksels te schuiven, waardoor ze vanzelf over het mesje schuiven en doorgesneden worden. De andere tand van de vork is korter en heeft een stompe punt. 
Bij het loshalen van een lange naad ligt de korte vork met het bolletje onder: zo wordt de naad efficiënt uitgehaald zonder de stof te beschadigen.